# Nemertellopsis pacificus
Nemertellopsis pacificus är en djurart som tillhör fylumet slemmaskar, och som beskrevs av Friedrich 1970. Nemertellopsis pacificus ingår i släktet Nemertellopsis och familjen Tetrastemmatidae. Inga underarter finns listade i Catalogue of Life.